# Ribes bracteosum
Ribes bracteosum är en ripsväxtart som beskrevs av David Douglas och William Jackson Hooker. Ribes bracteosum ingår i släktet ripsar, och familjen ripsväxter. Inga underarter finns listade i Catalogue of Life.

## Bildgalleri

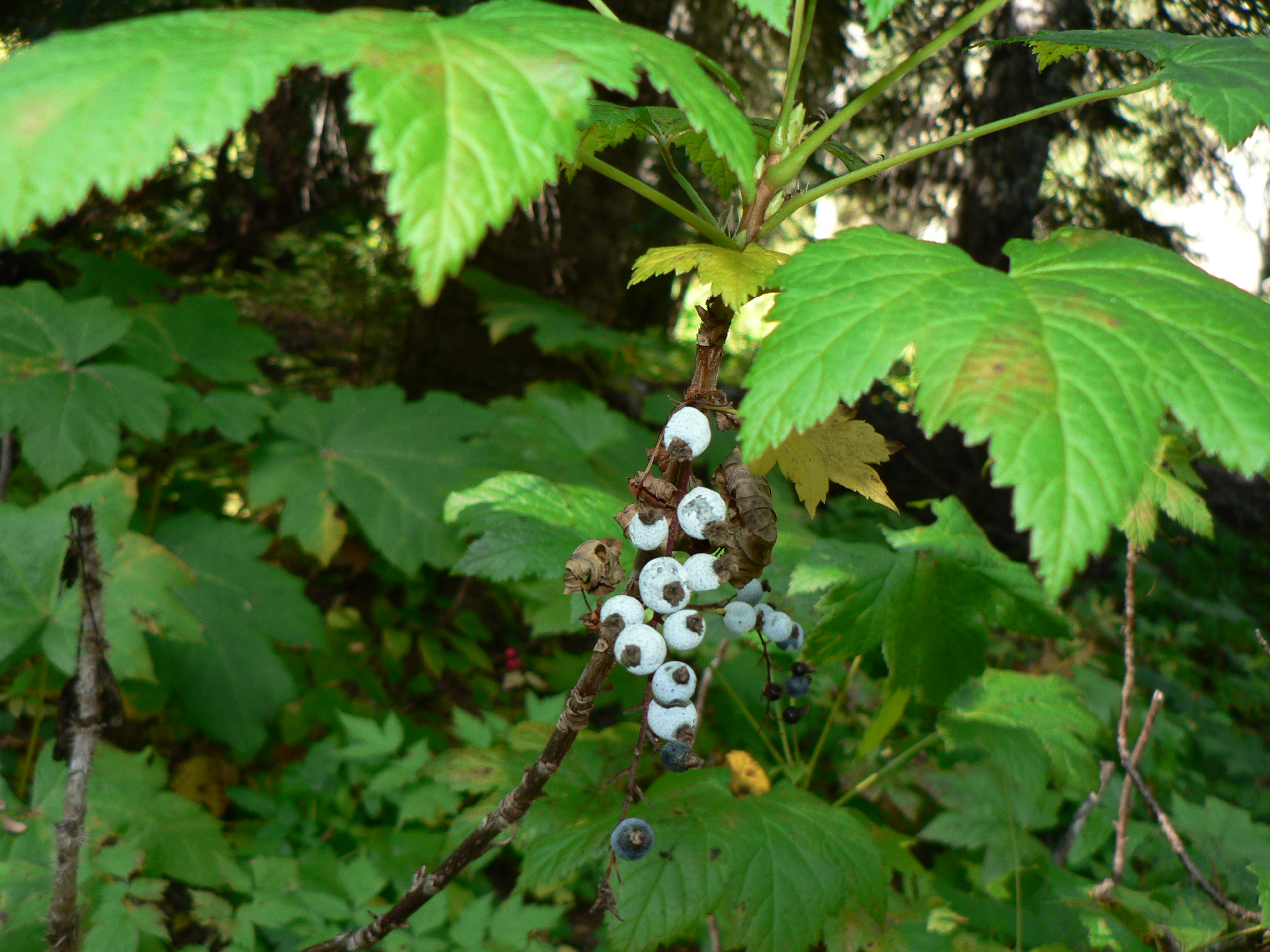
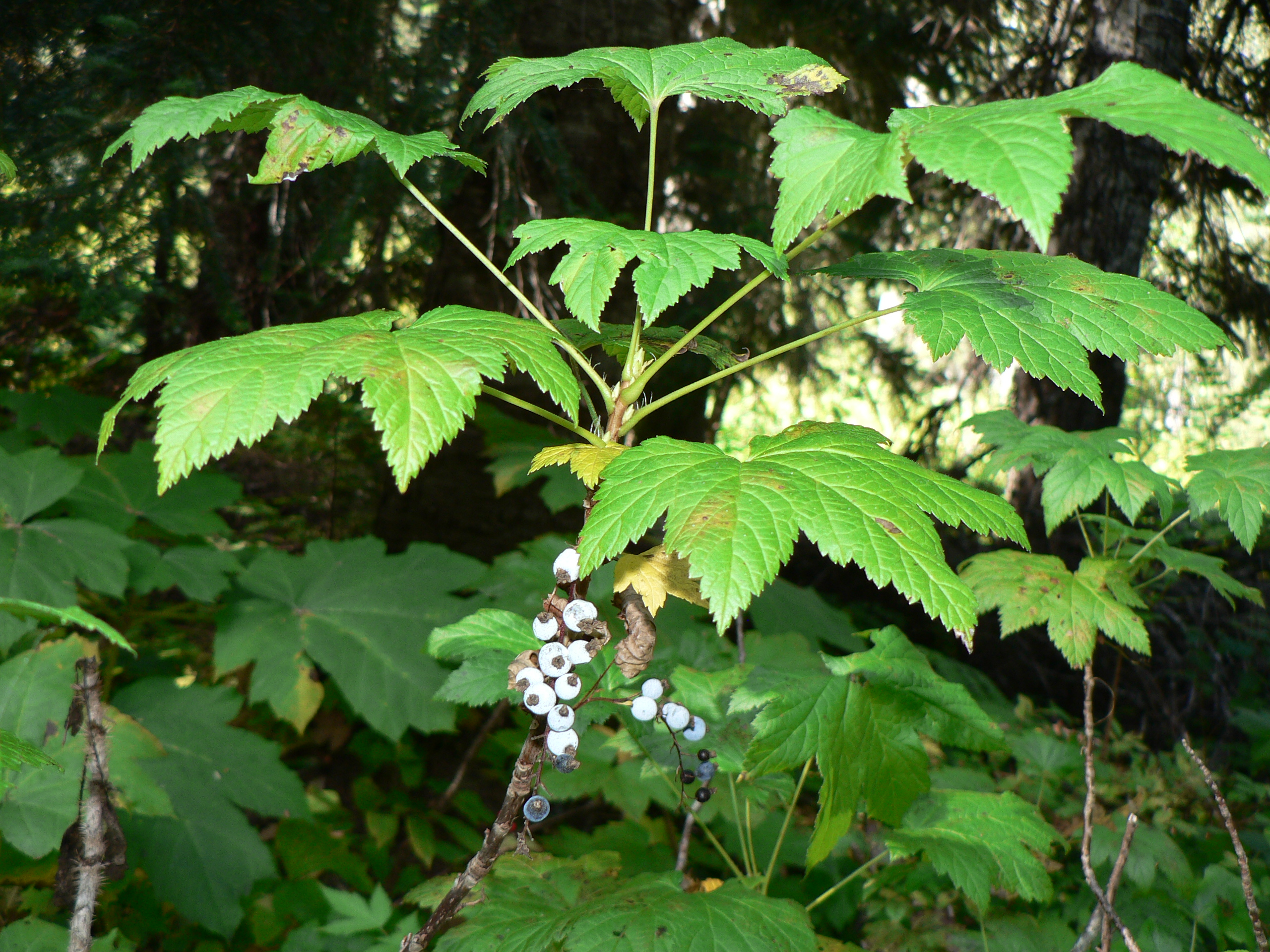
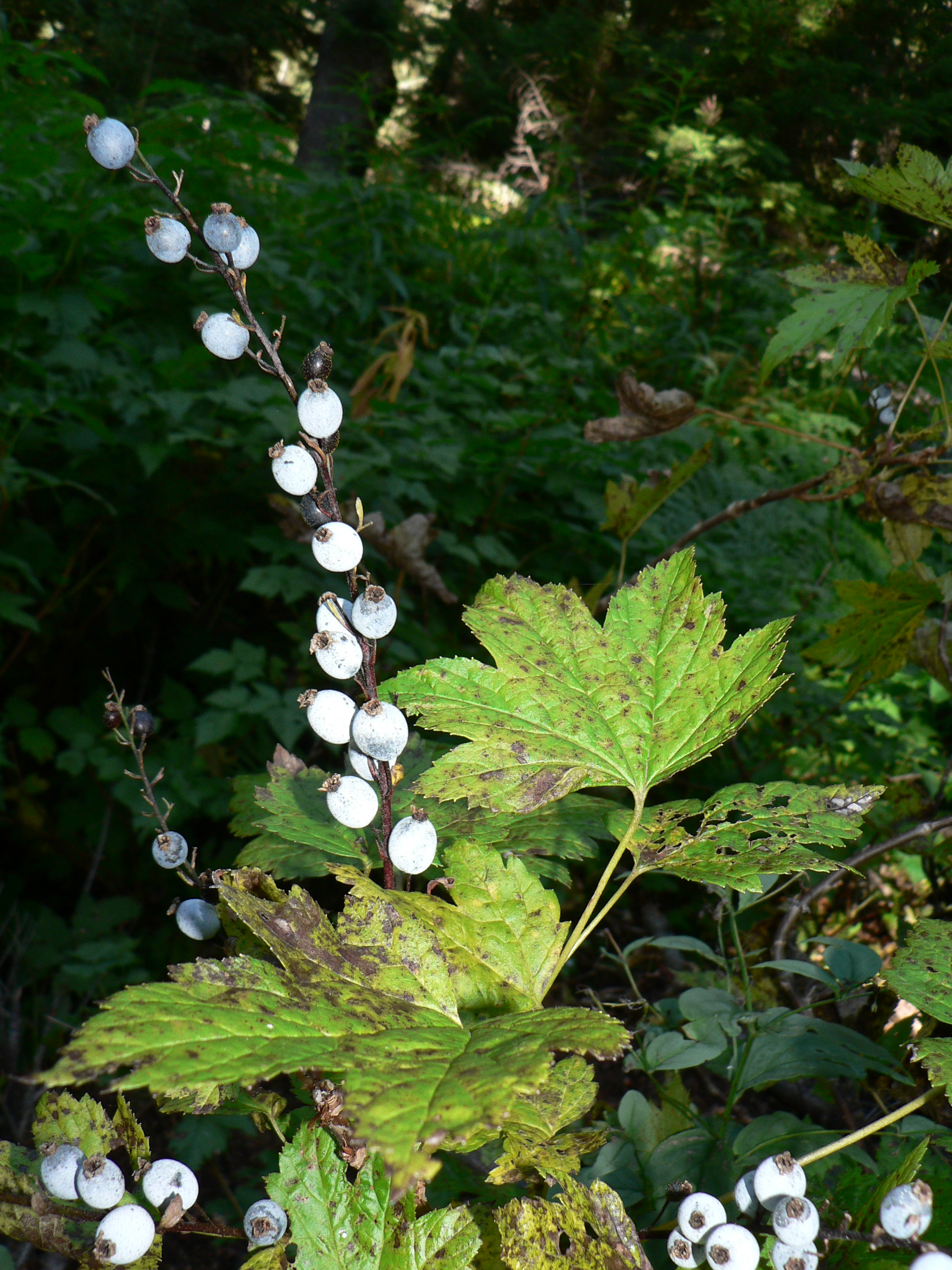
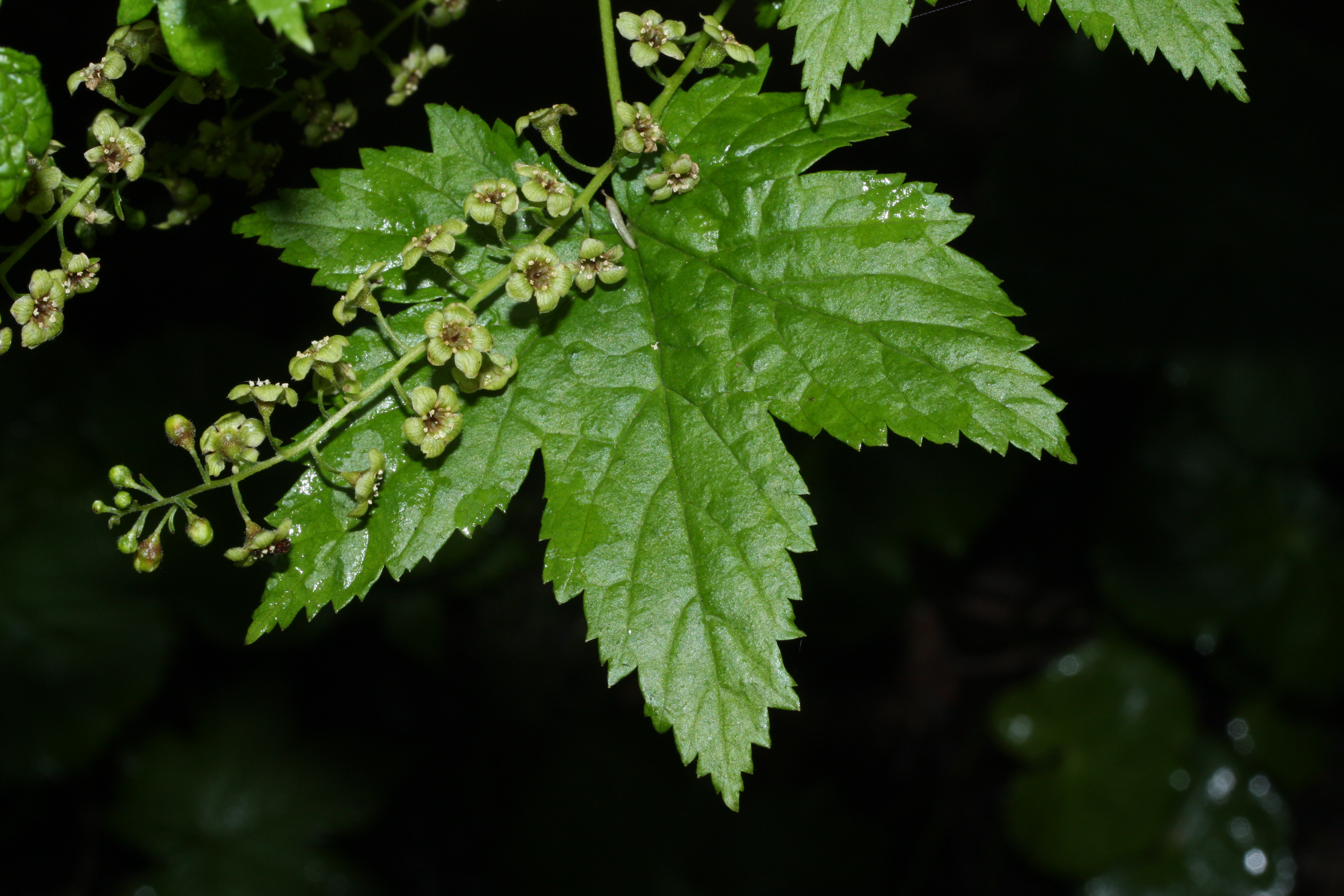
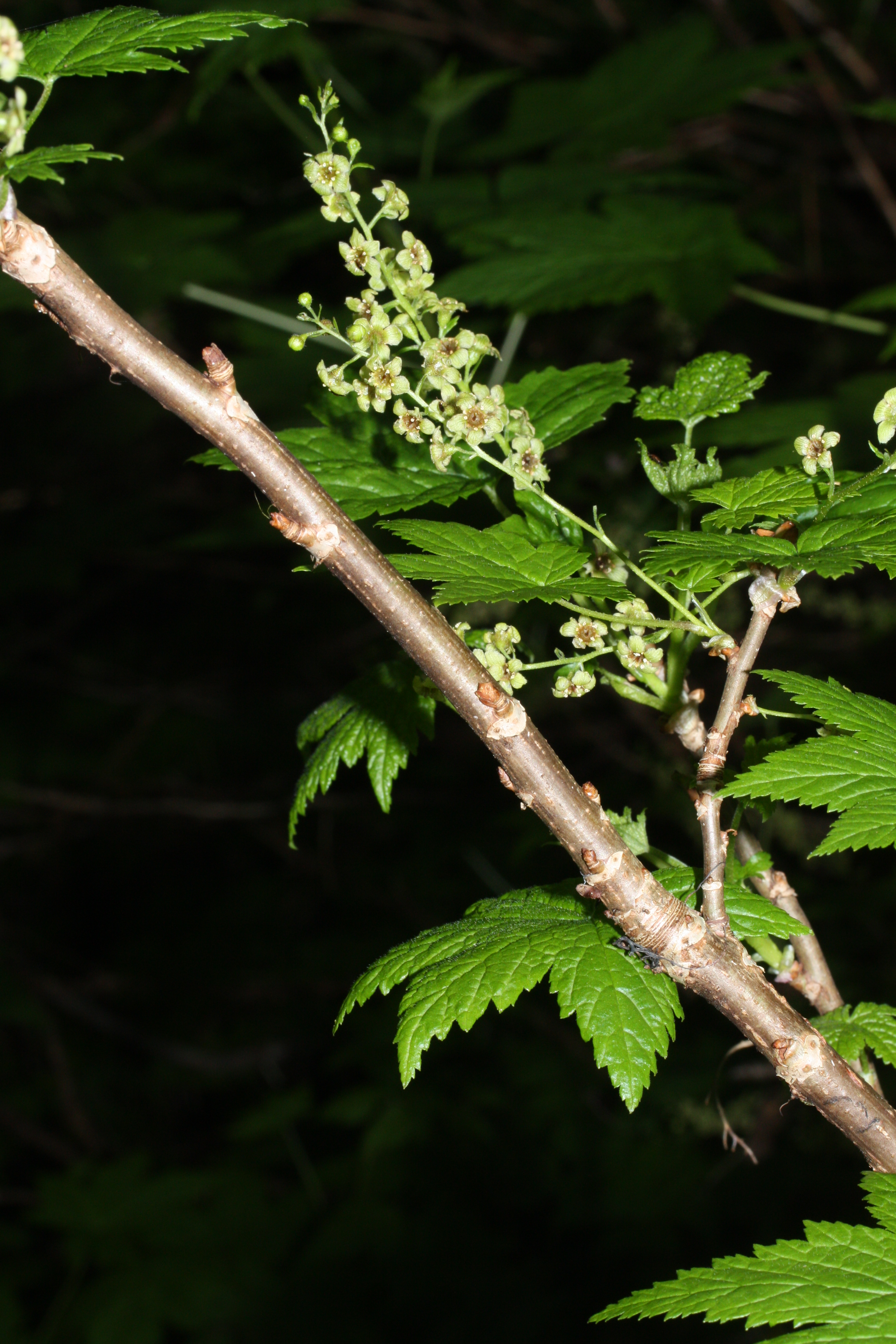
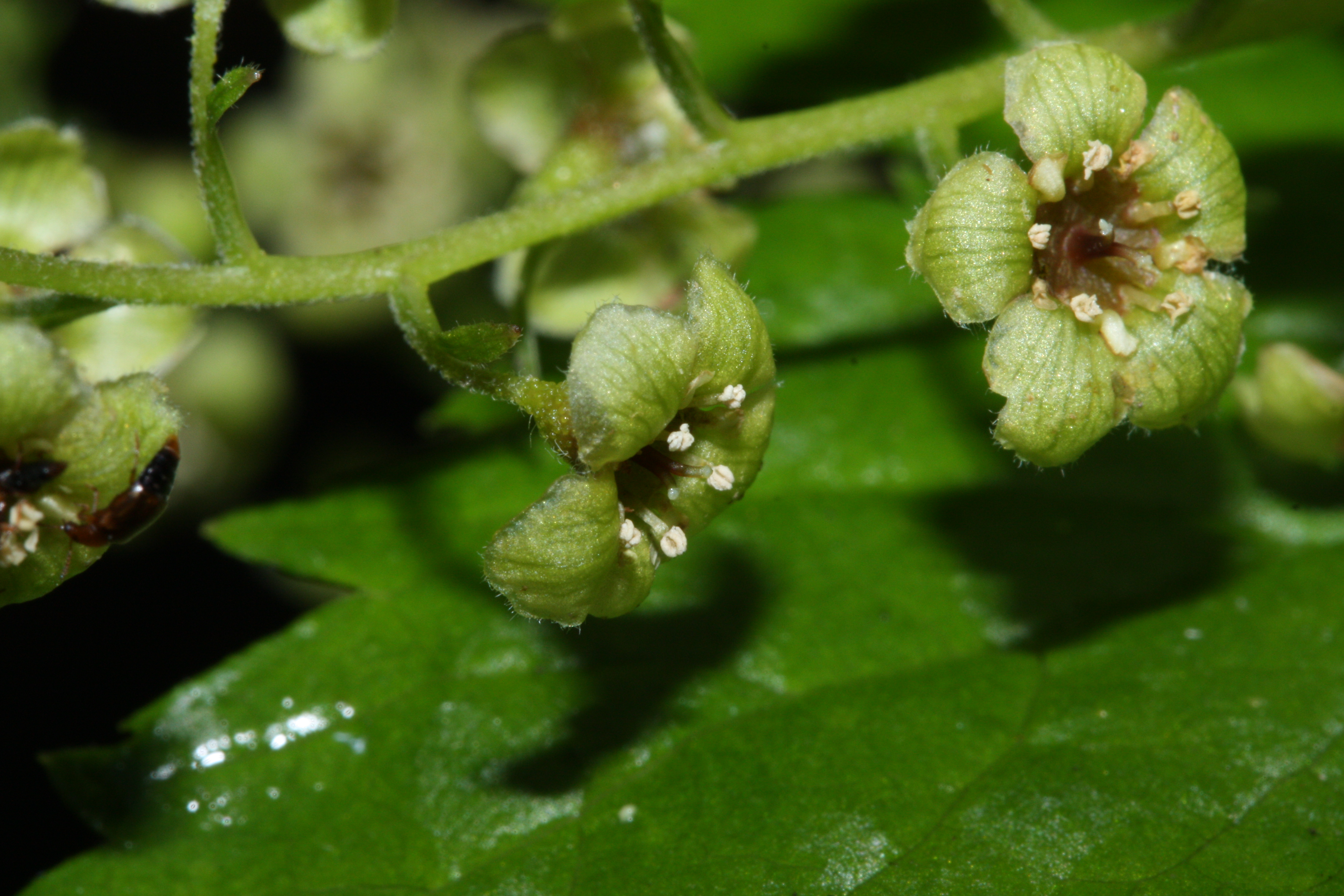